# Landau an der Isar
För andra betydelser, se Landau.
Landau an der Isar, officiellt förkortat Landau a. d. Isar, är en stad i Landkreis Dingolfing-Landau i Regierungsbezirk Niederbayern i förbundslandet Bayern i Tyskland.  Staden har cirka 14 000 invånare.

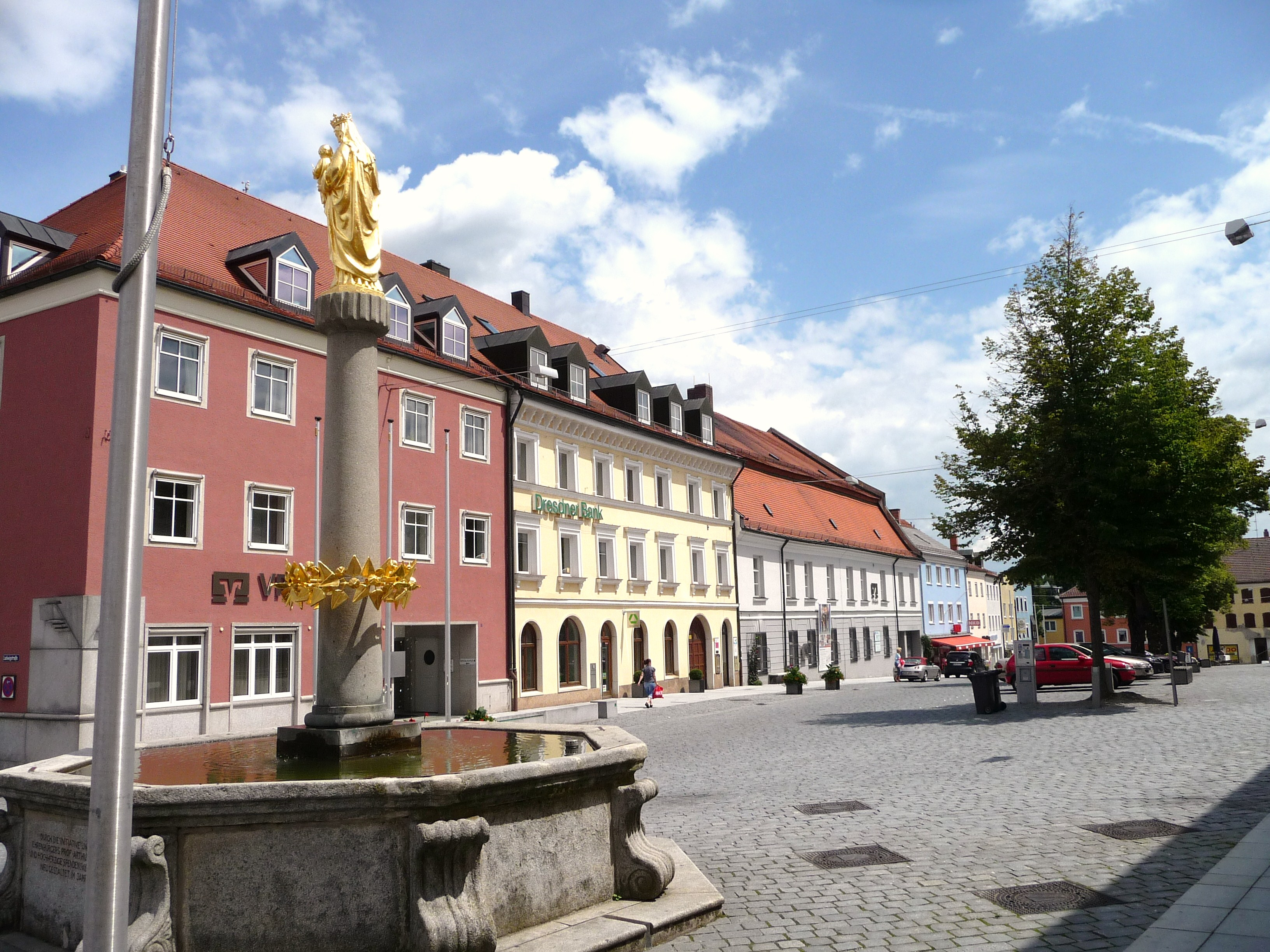
Torget i Landau